# الكبير أوي 5 (مسلسل)
مسلسل (الكبير أوي 5) هو الجزء الخامس من سلسلة مسلسلة الكبير أوي،و في هذا الجزء يفاجأ (الكبير أوي) بظهور شقيق آخر لهم سوداني، يعود إلى قرية (المزاريطة) ليشارك أشقاءه الثلاثة (الكبير أوي، جوني، حزلئوم) حياتهم، حيث يقع الجميع في العديد من المفارقات الكوميدية، بالإضافة إلى دخول (جوني) السجن، فيضطر شقيقه (الكبير أوي) لإنقاذه من القضبان الحديدية، وتتوالى الأحداث في إطار كوميدي.

## الممثلون
- أحمد مكي الكبير/جونى/حزلقوم/نعيم [1]
- بيومي فؤاد دكتور ربيع / بابا دوبلوس
- لطفي لبيب صروف اوغلو
- محمد سلام هدرس
- سعيد طرابيك عم جابر
- حسين أبو حجاج اشرف
- مشيرة إسماعيل
- هاني يوسف عيد
- إسماعيل فرغلى
- رضا إدريس
- عطا الغمراوي
- على جمال الدين
- محمد فرج الشاويش_ طلبة
- عهدي صادق
- هبة عبدالعزيز_خوشناف
- أمجد عابد
- مصطفى صقر
- احمد فتحي_ (بعزق)
- محمد حنى
- أحمد عبدالعزيز[ ؟ ]
- حمزة العيلي
- جمال فرج
- جميل برسوم
- محمد ثروت
- طارق والي
- أحمد فوزي[ ؟ ]
- محمد فاروق_ كرم
- تامر مهران
- أحمد شيحة
- مصطفى منصور
- برنسة عبدالغني
- منة محمد
- محمد عبدالغني
- محمد جمال قلبظ
- ابراهيم حسن[ ؟ ]
- هدى مجدوب
- باسم سمير
- سيد رسلان شحتة
- رامي العسال
- شيماء سيف(فرحة)
- رضا عبدالعظيم
- وحيد عطا
- جمال أبوسبن
- محمد فرج أبوالمجد
- حلمي محروس
- ابراهيم ايبو
- سهير الفاضل
- لجلينا
- محمد كلبظ
- نجلينا ممرضة
- محمد فاروق شيبا [1]
- دنيا سمير غانم _هدية

## الاحداث
في المسلسل على مدار الحلقات عدة قصص هي 
- وصول الأخ الرابع لهم من السودان
- الكبير سيتزوج على هدية
- جوني في قضية القتل بالسجن مع الأشغال الشاقة المؤبدة
- هجرس وجوني يقومان بالتوجه إلى التمثيل على أن ينتج حزلقوم له الفيلم
- تدور أحداث الحلقات الاخيرة حول نيزك عملاق سيضرب الأرض والقاهرة تحديدا خلال أسبوع

## القنوات
- سي بي سي دراما
- أم بي سي 1

## غياب ممثلين
الفنانة دنيا سمير غانم من المشاركة بشخصية (هدية) في الجزء الخامس بسبب انشغالها الشديد في أعمال أخرى، منها مشاركتها في لجنة تحكيم برنامج إكس فاكتور (الموسم الرابع) والمسلسل التليفزيوني لهفة (مسلسل).